# Krönung von Charles III.

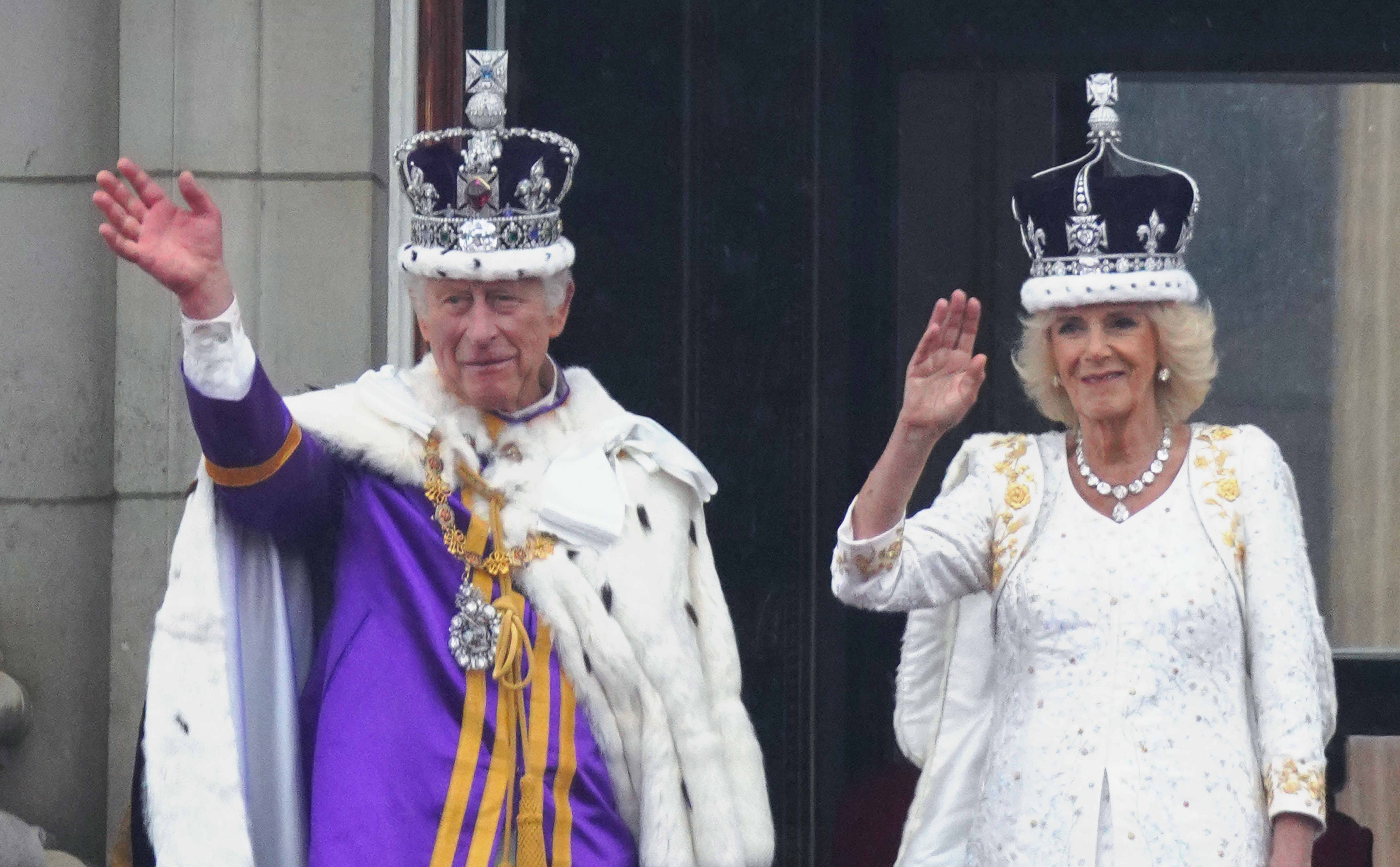
König Charles III. und Königin Camilla nach der Krönung auf dem Balkon des Buckingham-Palasts

Die Krönung von Charles III. und seiner Gemahlin Camilla zu König und Königin des Vereinigten Königreichs und weiterer Länder des Commonwealth fand am 6. Mai 2023 in der Westminster Abbey in London statt. Charles hatte den Thron unmittelbar mit dem Tod seiner Mutter, Königin Elisabeth II., am 8. September 2022 bestiegen.

## Bedeutung und Umfang der Feierlichkeiten
Die Krönung Charles’ III. war die vierzigste, die seit der Thronbesteigung Wilhelms des Eroberers im Jahr 1066 in der Westminster Abbey stattfand und die erste eines britischen Monarchen im 21. Jahrhundert.
Gegenüber früheren Krönungen wurde die Zeremonie auf Wunsch des Königs moderner, kürzer und religionsübergreifend  gestaltet und die verschiedenen Kulturen, Gemeinschaften und Religionen des Vereinigten Königreichs einbezogen. Nach der Salbung und Krönung Charles’ wurde seine Gattin Camilla in einer kürzeren und schlichteren Zeremonie gekrönt. Im Anschluss fuhr die königliche Familie in einer Prozession zum Buckingham Palace und zeigte sich auf dem Balkon des Palastes.
Neben der eigentlichen Zeremonie wurde das Ereignis mit verschiedenen öffentlichen Veranstaltungen und mit Festen in Australien, Kanada, Neuseeland und den Überseeterritorien gefeiert. Der 7. Mai, der Tag nach der Krönung, war im Vereinigten Königreich der Coronation Big Lunch, wodurch der Öffentlichkeit die Möglichkeit gegeben wurde, die Krönung bei Straßenfesten zu feiern. Am selben Tag fand vor Windsor Castle zudem ein Coronation Concert mit 20.000 Zuschauern statt, an dem Repräsentanten der Wohltätigkeitsorganisationen des Königspaars sowie Mitglieder der Öffentlichkeit teilnahmen. Prinz William würdigte seinen Vater in einer Rede. Es traten u. a. Lionel Richie, Katy Perry, Take That und Lang Lang auf. Am 8. Mai, der von der Regierung als Sonderfeiertag ausgerufen wurde, sollte The Big Help Out die Bevölkerung zur Mitarbeit bei Gemeinschafts- und Freiwilligenarbeit ermutigen.
Sowohl die Krönung in Westminster Abbey als auch das Konzert in Windsor Castle wurden im Fernsehen und im Internet übertragen.

## Vorbereitungen

### Hintergrund
Charles bestieg den britischen Thron unmittelbar mit dem Tod seiner Mutter Königin Elisabeth II. am 8. September 2022, zudem wurde er am 10. September 2022 im St James’s Palace durch den Accession Council zum König proklamiert. Es folgten weitere Proklamationen in verschiedenen Ländern des Commonwealth.
Aufgrund des hohen Alters Königin Elisabeths war die Krönung bereits mehrere Jahre lang geplant worden, der Arbeitstitel der im Hintergrund laufenden administrativen Vorbereitungen lautete Operation Golden Orb.
Während der Herrschaft Königin Elisabeths fanden wenigstens einmal im Jahr Sitzungen zur Planung der Operation Golden Orb statt, Teilnehmer waren Mitglieder der Regierung, der Church of England und Mitarbeiter von Clarence House, Charles’ Residenz in seiner Zeit als Prince of Wales.

### Planung
Der Herzog von Norfolk, Edward Fitzalan-Howard, war als erblicher Earl Marshal traditionell für die Organisation der Krönung verantwortlich. Ein Beraterausschuss aus Mitgliedern des Privy Council unterstützte ihn bei der Planung der Veranstaltung. Zum ersten Mal wurde statt des traditionellen Court of Claims ein Coronation Claims Office der Regierung eingerichtet, das sich um Ansprüche auf das Ausüben historischer oder zeremonieller Rollen bei der Krönung kümmerte.
Im Oktober 2022 wurde der 6. Mai 2023 als Datum der Krönung Charles’ und Camillas angekündigt.
Traditionell findet die Krönung in der Westminster Abbey statt. Gründe dafür, dass die Krönung erst einige Monate nach der Thronbesteigung stattfindet, sind die Tradition, keine Feierlichkeiten während einer angemessenen Trauerzeit nach dem Tod eines Monarchen oder einer Monarchin zu veranstalten, sowie die aufwendigen Vorbereitungen der Zeremonie.
Im November 2022 erklärte die Regierung, dass es anlässlich der Krönung einen zusätzlichen Feiertag am 8. Mai, zwei Tage nach der Krönung, geben solle. Am 20. Januar 2023 kündigte der Buckingham Palace zusätzliche Veranstaltungen für das Krönungswochenende vom 6. bis 8. Mai an.
Als Staatsakt wurde die Krönung von der britischen Regierung bezahlt, die somit auch über die Gästeliste entschied, auf der Mitglieder der britischen königlichen Familie, der britische Premierminister, Repräsentanten des Parlaments, Vertreter der Regierungen des Commonwealth sowie ausländische Monarchen und Staatsoberhäupter standen. Die Sicherheitsbestimmungen in der Westminster Abbey beschränkten die Anzahl der Gäste auf rund 2000.
Am 5. April 2023 wurde die offizielle Einladung von König Charles III. und Königin Camilla veröffentlicht und an die etwa 2000 Gäste verschickt. Die Einladung zur Krönung wurde von Andrew Jamieson, einem heraldischen Künstler und Buchmaler, entworfen und zeigt die Wappen des Königspaares und das Motiv des Grünen Mannes vor dem Hintergrund der emblematischen Blumen des Vereinigten Königreichs und einer typisch britischen Wildblumenwiese und einer – aus den Wappen entlehnten – Tierwelt. Gleichzeitig wurde ein neues Porträtfoto des Königspaars von Hugo Burnand veröffentlicht. Er wurde auch zum offiziellen Fotografen der Krönung ernannt.
Während für die Krönung Elisabeths II. im Jahre 1953 die Abteikirche vom 26. Januar an für mehrere Monate geschlossen war, wurde sie für die Vorbereitung der Krönung 2023 nur vom 25. April bis 8. Mai geschlossen.
Vor dem Buckingham Palace wurde zudem eine Tribüne mit 3800 Sitzplätzen für Veteranen der Streitkräfte, Mitarbeiter des Nationalen Gesundheitsdienstes NHS, Sozialarbeiter sowie Vertreter von Wohltätigkeitsorganisationen mit Verbindungen zum Königspaar errichtet, um dort die Prozession und den Überflug der Royal Air Force (Flypast) beobachten zu können. Außerdem übertrugen in vielen Parks Großbritanniens Großbildschirme die Zeremonie.
Am Abend des 17. und am frühen Morgen des 18. April fanden Proben für die Militärparaden in London statt. Am 19. April wurde die RAF zudem bei Proben für den Vorbeiflug (Flypast) beobachtet.
Eine Probe unter Anwesenheit des Königs und der Königin sowie weiterer Beteiligter fand am 3. Mai 2023 in der Westminster Abbey statt.

### Emblem
Ein spezielles Krönungsemblem wurde von Sir Jony Ive gemeinsam mit seinem Künstlerkollektiv LoveFrom entworfen. Es zeigt die symbolische Flora der vier Teilregionen des Vereinigten Königreichs in der Form der Edwardskrone. Die im Emblem gezeigten Blumen sind die Rose für England, die Distel für Schottland, die Narzisse für Wales und das Kleeblatt für Nordirland. Das Emblem ist in Blau und Rot gehalten, den Farben des Union Jack mit der Umschrift CORONATION KING CHARLES III 6TH MAY 2023. Dieses Emblem wurde auch mit walisischer Umschrift zur Verfügung gestellt. Der Palast kündigte auch an, dass die Regeln für die kommerzielle Nutzung von königlichen Bildnissen und der Insignien vorübergehend mit der Zustimmung des Königs und der Königin in diesem Fall gelockert würden, um die Herstellung von Souvenirs zu ermöglichen.
Ein kanadisches Emblem für die Krönung wurde von Cathy Bursey-Sabourin entworfen. Das Emblem enthält das königliche Monogramm König Charles’ innerhalb eines Rings aus 13 dreieckigen Formen, die Wimpeln ähneln und die Provinzen und Territorien Kanadas repräsentieren. Das kreisförmige Arrangement symbolisiert Inklusion, hat der Kreis eine große Bedeutung bei den kanadischen Ureinwohnern und stellt für sie Gerechtigkeit und die Kreisläufe der Natur dar. Die Farbe Grün verweist auf die Bemühungen des Königs für die Umwelt, während das Weiß als Sonnenstrahl gesehen werden kann, der für Innovation und Neues steht.

## Krönung

### Prozession zur Westminster Abbey

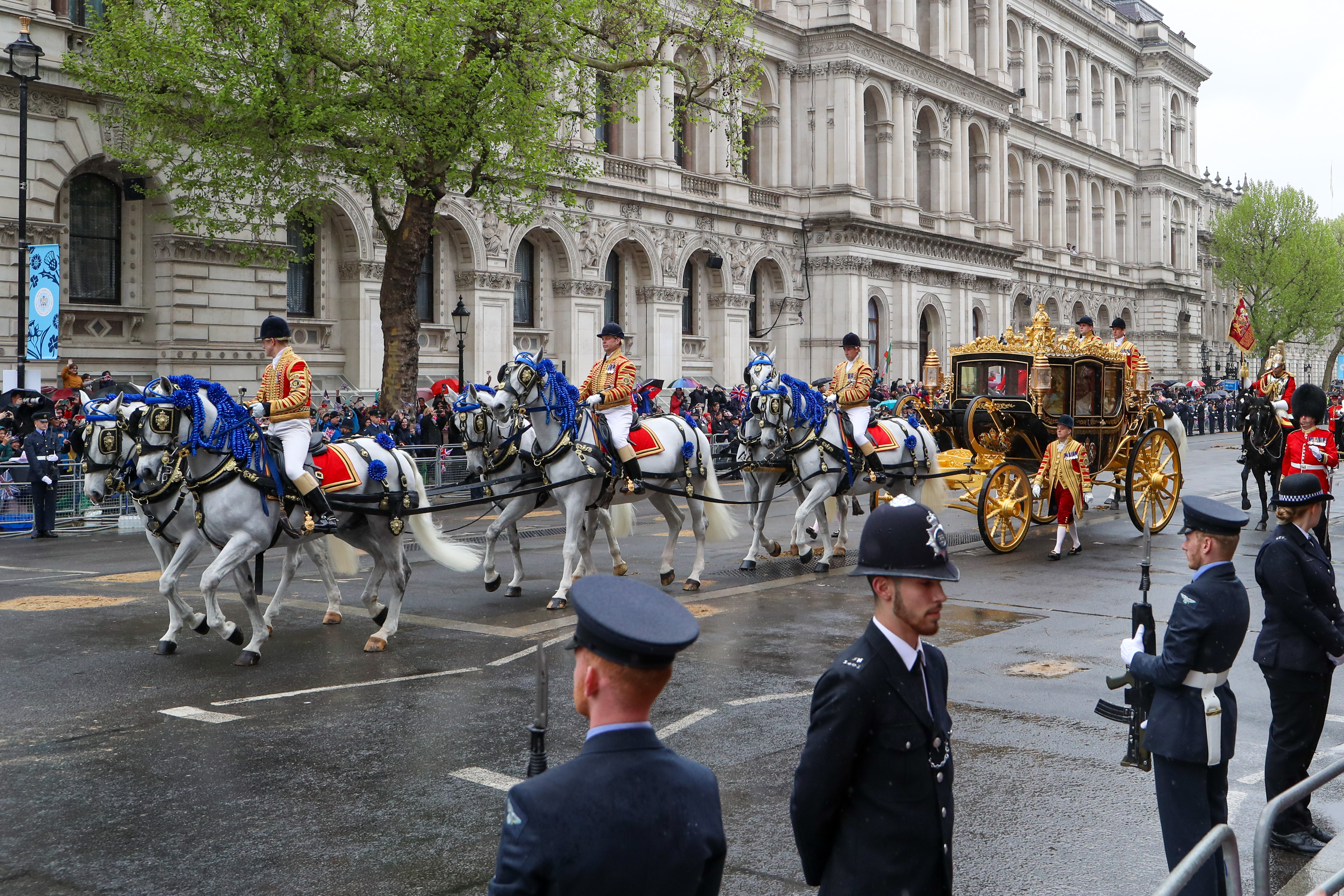
Die Diamond Jubilee State Coach während der King’s Procession

Am Tag der Krönung fuhren der König und die Königin in „The King’s Procession“ in der von sechs Windsor Greys gezogenen „Diamond Jubilee Coach“ zur Westminster Abbey. Die Wegstrecke vom Buckingham-Palast zur Westminster Abbey führte über die Mall, Whitehall und Parliament Street sowie um zwei Seiten des Parliament Square. Begleitet wurde die Prozession vom Household Cavalry Mounted Regiment und der Royal Canadian Mounted Police.

### Prozession in der Westminster Abbey
Geistliche Würdenträger und Vertreter von jüdischen, sunnitischen, schiitischen, Sikh, buddhistischen, hinduistischen, jainistischen, Bahai und zoroastrischen Gemeinden bildeten die erste Prozession in die Abtei. Es folgten Vertreter der Ökumenischen Bewegung und Repräsentanten der Mitgliedsstaaten des Commonwealth, deren Flaggen von nationalen Repräsentanten getragen und von deren Generalgouverneuren und Premierministern begleitet wurden. Das Königspaar kam kurz vor 11 Uhr Ortszeit in Westminster Abbey an und zog in einer eigenen Prozession in die Kirche ein, begleitet vom Marquess of Anglesey, dem Duke of Westminster, dem Earl of Caledon und dem Earl of Dundee, die die Standarten der vier Teil-Wappen der Vereinigten Königreichs trugen: England (drei Löwen), Schottland (Löwe), Nord-Irland (Harfe) sowie das Fürstentum Wales (Drache). Das diese Wappen zusammen zeigende Königliche Banner wurde vom King’s Champion Francis Dymoke getragen. Auch Admiral Sir Tony Radakin als Lord High Constable of England und der Duke of Norfolk als Earl Marshal nahmen an der Prozession teil. Während des Einzugs sang der Chor Hubert Parrys I was glad, die Westminster scholars skandierten „Vivat Regina Camilla“ und „Vivat Rex Carolus“.
Charles wurde von vier Pagen begleitet: Prinz George von Wales, Lord Oliver Cholmondeley (Sohn des Marquess und der Marquise von Cholmondeley), Nicholas Barclay (Enkel von Sarah Troughton, einer Cousine des Königs) und Ralph Tollemache (Sohn des Hon. Edward Tollemache, einem Patensohn des Königs). Königin Camillas vier Pagen waren ihre Enkelsöhne Gus und Louis Lopes sowie Frederick Parker Bowles und ihr Großneffe Arthur Elliot. Camilla wurde auch von zwei „Queen’s Companions“ begleitet: ihrer Schwester Annabel Elliot und Fiona, Marquise von Lansdowne.
Der König trug dabei die Robe of State seines Großvaters Georg VI. aus dem Jahre 1937. Die Robe of State der Königin ist die ihrer Schwiegermutter Elisabeth II. aus dem Jahr 1953. Am Ende der Krönungszeremonie trug der König die Robe of Estate seines Großvaters, die Königin eine neu gefertigte Robe of Estate, die ihr Monogramm, Bienen, einen Käfer und verschiedene Pflanzen und Blumen wie Maiglöckchen, Myrte, Rittersporn, Frauenmantel, Frauenhaarfarne und Kornblumen abbildet.

### Insignien
Angeführt wurde die Prozession von dem neu angefertigten Vortragekreuz Cross of Wales, das Reliquien des Heiligen Kreuzes enthält, die dem König von Papst Franziskus geschenkt worden waren. Zwei Amtsstäbe, die zwischen 1660 und 1695 hergestellt wurden, und das Sword of State wurden vor dem König in die Kirche getragen. Auch die anderen Insignien wie das Sword of Spiritual Justice, das Sword of Temporal Justice, das Sword of Mercy und der St.-Edwards-Stab wurden in die Abtei getragen.
Auf Wunsch des Königs wurde auch das Augustinus-Evangeliar aus dem 6. Jahrhundert in der Prozession getragen, das älteste erhaltene Evangeliar in lateinischer Sprache, das sich heute in der Parker Library des Corpus Christi College in Cambridge befindet.
Die Insignien des Reiches wurden von folgenden Persönlichkeiten zum Hochaltar gebracht:
| Insignien                                                            | Träger                                              | Anmerkung            |
| Insignien des Königs                                                 | Insignien des Königs                                | Insignien des Königs |
| -------------------------------------------------------------------- | --------------------------------------------------- | -------------------- |
| St.-Edwards-Stab (St Edward’s Staff)                                 | Eliza Manningham-Buller, Baroness Manningham-Buller | [ 27 ]               |
| Zepter mit dem Kreuz (Sceptre with the Cross)                        | Der Duke of Buccleuch and Queensberry               | [ 27 ]               |
| Goldene Sporen (Spurs)                                               | Lord Hastings und der Earl of Loudoun               | [ 27 ]               |
| Schwert der weltlichen Gerichtsbarkeit (Sword of Temporal Justice)   | Lord Houghton of Richmond                           | [ 27 ]               |
| Schwert der geistlichen Gerichtsbarkeit (Sword of Spiritual Justice) | Lord Richards of Herstmonceux                       | [ 27 ]               |
| Schwert der Barmherzigkeit (Sword of Mercy)                          | Lord Peach of Grantham                              | [ 27 ]               |
| Staatsschwert (Sword of State)                                       | The Rt Hon. Penelope Mordaunt                       | [ 27 ]               |
| Zepter mit der Taube (Sceptre with the Dove)                         | Baroness Benjamin                                   | [ 27 ]               |
| Reichsapfel (Sovereign’s Orb)                                        | Dame Elizabeth Anionwu                              | [ 27 ]               |
| St.-Edwards-Krone (St Edward’s Crown)                                | General Sir Gordon Messenger                        | [ 27 ]               |
| Insignien der Königin                                                |                                                     |                      |
| Elfenbeinzepter der Königin-Gemahlin (Ivory Rod)                     | Baroness Kennedy of The Shaws                       | [ 27 ]               |
| Königinnenzepter mit dem Kreuz (Sceptre with the Cross)              | General Sir Patrick Sanders                         | [ 27 ]               |
| Krone der Königin Mary (Crown of Queen Mary)                         | Der Duke of Wellington                              | [ 27 ]               |

### Begrüßung und Einleitung
In der nun folgenden Krönungsliturgie waren an vielen Stellen Änderungen zur Liturgie der letzten drei Krönungen 1911, 1937 und 1953 erkennbar. Neu in der Liturgie waren eine persönliche Begrüßung des Königs durch einen Chorknaben der Chapel Royal und eine kurze Erwiderung.
Am Ende der Prozession wurde in einem stillen Moment eine kurze Andacht gehalten, bevor der König und die Königin auf den Chairs of Estate Platz nahmen. Diese Stühle waren der seiner Mutter aus dem Jahre 1953 und ein zweiter, damals nicht genutzter, von Prince Philip. Die Sitze waren neu bezogen und mit dem königlichen Monogramm bestickt worden.
Am Beginn des Gottesdienstes begrüßte Justin Welby, der Erzbischof von Canterbury, der den Gottesdienst leitete, die Festgemeinde. Während der gesamten Zeremonie wurde Charles III. von zwei Bischöfen der Church of England, assistiert, Bischof Michael Beasley von Bath und Wells und Bischof Paul Butler von Durham. Es folgte das Kyrie eleison von Paul Mealor in walisischer Sprache, gesungen von Bryn Terfel.

### Die Anerkennung
In alle Himmelsrichtungen wurde nun der neue, neben dem Krönungsstuhl stehende Monarch der Festgemeinde und dem Land präsentiert. Neu war, dass neben dem Erzbischof von Canterbury auch Dame Elish Angiolini LT, Christopher Finney GC und Valerie Ann Amos, Baroness Amos LG als Vertreter der großen Ritterorden jeweils eine Richtung übernahmen. Der Wortlaut war:

“I here present unto you King Charles, your undoubted King: wherefore all you who are come this day to do your homage and service, are you willing to do the same?”

„Ich präsentiere euch hier König Karl, euren unbestrittenen König. Seid ihr alle, die ihr heute gekommen seid, um ihm zu huldigen und zu dienen, bereit, dasselbe zu tun?“

Die Gemeinde antwortete jedes Mal mit „God save King Charles!“

### Überreichen der Bibel
Seit der Krönung von William und Mary 1689 gehört das Überreichen einer Bibel zum Bestandteil der Krönungszeremonie; seit der Krönung von Georg III. 1761 wurde jeweils ein eigenes Exemplar speziell angefertigt. 1953 war es erstmals der Moderator der Generalsynode der Kirche von Schottland, der die Bibel überreichte. Der derzeitige Moderator, Iain MacLeod Greenshields, nahm 2023 die Überreichung vor. Die Krönungsbibel, eine Ausgabe der King-James-Bibel, wurde 2023 von der Oxford University Press gedruckt und von der Londoner Buchbinderei Shepherds, Sangorski & Sutcliffe in rotem Leder handgebunden und handvergoldet. Das Überreichen der Bibel wurde innerhalb der Liturgie nach vorn verschoben, so dass der König seinen Eid auf die ihm gerade übergebene Bibel leisten konnte.

### Der Eid
Den Eid nahm wie gewohnt und gesetzlich vorgeschrieben der Erzbischof von Canterbury ab. Im Eid schwor der König, jedes seiner Länder gemäß ihrer jeweiligen Gesetze und Gebräuche zu regieren, mit Gerechtigkeit und Milde zu regieren, den Protestantismus im Vereinigten Königreich aufrechtzuerhalten und die Church of England zu verteidigen und deren Bischöfe und Klerus zu erhalten. Im Anschluss trat der König an den Altar, wo er sprach: „The things which I have here before promised I will perform and keep. So help me God.“ Während der feierlichen Unterschrift unter den Krönungseid wurde die Hymne „Prevent Us, O Lord“ von William Byrd gesungen. Neu war das anschließende stille, persönliche Gebet des Königs.

### Wortgottesdienst
Das Gloria in excelsis Deo wurde aus der „Mass for Four Voices“ von William Byrd entnommen. Es wurde in lateinischer Sprache gesungen.
Nach dem kurzen Tagesgebet des Erzbischofs las Premierminister Rishi Sunak die Epistel Kolosser 1,9–17 . Bisher hatten Bischöfe diesen Teil übernommen. Daraufhin wurde nach dem Psalm 47, 1–2 als Ruf vor dem Evangelium Sing Alleluia von Debbie Wiseman gesungen. Es folgte die Lesung des Evangeliums Lukas 4,16–21  durch die Dekanin der Chapel Royal und Bischöfin von London, Dame Sarah Mullally. Nach der Wiederholung des Alleluia von Wiseman folgte die Predigt des Erzbischofs.

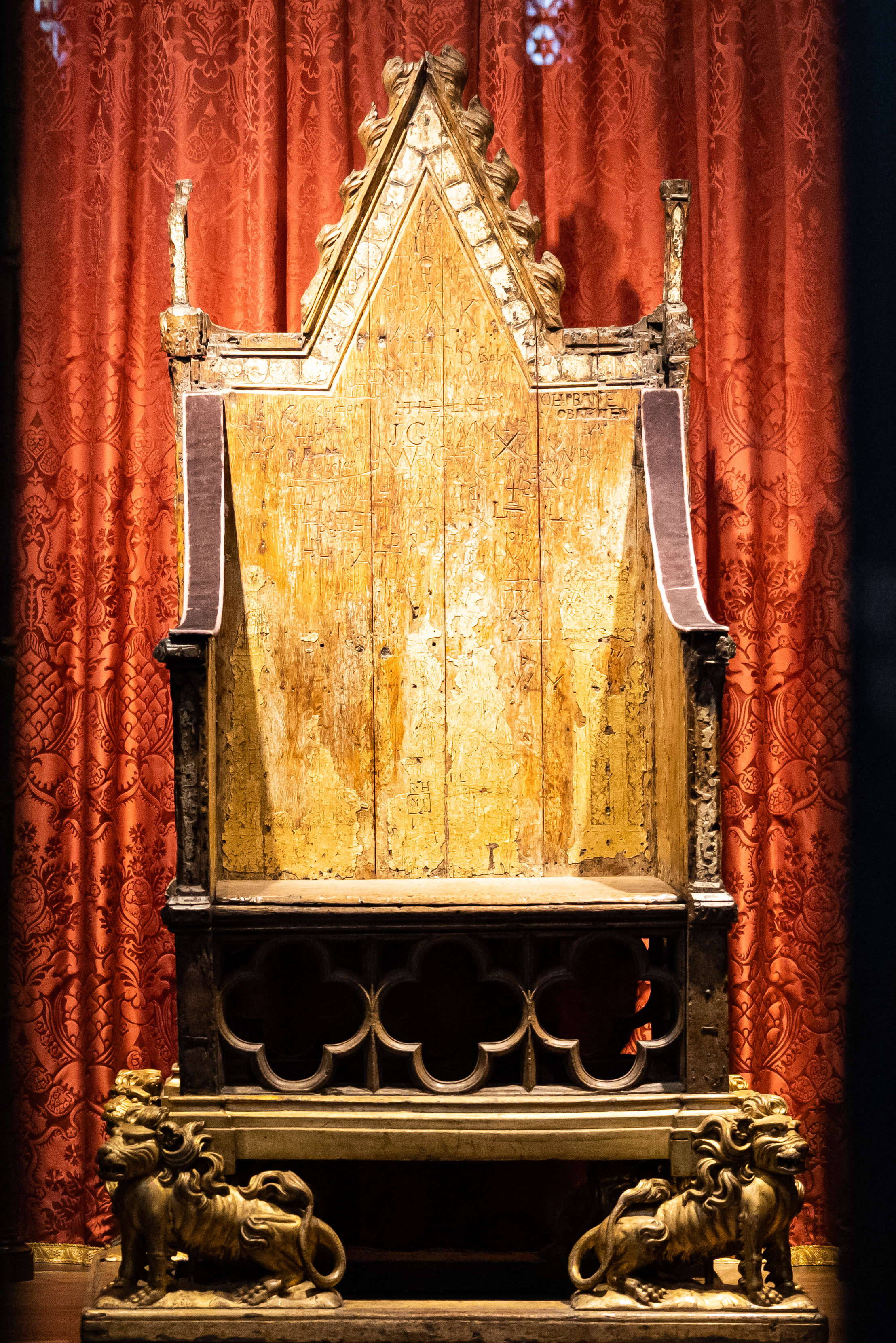
Der Krönungsstuhl ohne den Stone of Scone

### Salbung
Der heiligste und ursprünglich bedeutsamste Akt der Zeremonie, der deshalb noch vor der Aufsetzung der Krone erfolgt, ist die Salbung. Wie schon bei der Krönung Elisabeths II. 1953, wurde dieser Teil der Zeremonie nicht vor den Augen der Öffentlichkeit vollzogen und auch nicht im Fernsehen gezeigt.  Vielmehr erfolgte er hinter einem eigens dazu hergestellten Wandschirm, dessen drei Teile von je einem Angehörigen der Life Guards, Grenadier Guards, Coldstream Guards, Scots Guards, Irish Guards, und Welsh Guards getragen wurden. Der 2,60 Meter hohe und 2,20 Meter breite Wandschirm auf von Adlern gekrönten Eichenstäben wurde von Aidan Hart entworfen und von der Royal School of Needlework geschaffen. Das zentrale Design hat die Form eines Baumes mit 56 Blättern, die die 56 Mitgliedsländer des Commonwealth repräsentieren. Das Monogramm des Königs befindet sich am Fuße des Baumes und repräsentiert den Herrscher als Diener seines Volkes. Das Design wurde vom König persönlich ausgewählt und ist inspiriert von dem Buntglasfenster in der Chapel Royal im St James’s Palace, das von den Livery Companies anlässlich des Goldenen Thronjubiläums von Königin Elizabeth II. im Jahr 2002 gespendet wurde.
Der König legte zunächst seine Obergewänder ab und schritt zum Krönungsstuhl, während der Chor
den Gesang Veni Creator Spiritus in Englisch, Walisisch, schottischem Gälisch sowie irischem Gälisch anstimmte. Der Krönungsstuhl war 1300 gefertigt worden, um dem Stein von Scone aufzunehmen, den Krönungsstein der schottischen Könige, der 1296 gewaltsam nach London gebracht, 1996 aber an Schottland zurückgegeben worden war. In Vorbereitung auf die Zeremonie wurde der Stuhl restauriert. Eigens für Charles’ Krönung wurde der Stein vom Crown Room in Edinburgh Castle wieder nach London transportiert, um nach der Zeremonie nach Schottland zurückzukehren.
Nach einem Segensgebet durch den Erzbischof von Canterbury wurde der dreiseitige Schirm hereingetragen, der den Akt der Salbung verbergen sollte. Während des Rituals erklang die traditionelle Krönungshymne Zadok the Priest von Georg Friedrich Händel. Deren Text gibt die Bibelstelle aus dem 1. Buch der Könige wieder (Kapitel 1, Verse 39–40 ), die von der Salbung König Salomons durch den Priester Zadok und den Propheten Nathan berichtet und von der sich das Ritual herleitet.
Das heilige Öl für die Salbung, das in Jerusalem hergestellt wird und von Patriarch Theophilos III. von Jerusalem gesegnet wurde, wurde vom anglikanischen Erzbischof in Jerusalem Hosam Naoum überreicht. Das Öl in der Ampulla wurde auf den Löffel gegossen, den der Erzbischof zum Salben des Hauptes, der Brust und der Hände des Monarchen nutzte. Der Salbungslöffel ist der einzige Teil des mittelalterlichen englischen Kronschatzes, der dessen Vernichtung nach der vorübergehenden Abschaffung der Monarchie im 17. Jahrhundert überstanden hat.
Danach wurde der König mit dem ersten Teil der Krönungsgewänder bekleidet: dem Unterkleid „Colobium Sindonis“, einer weißen Leinen-Tunika – vergleichbar mit einer Albe –, die schon sein Großvater Georg VI. zu seiner Krönung am 12. Mai 1937 getragen hatte. Die Supertunica ist ein langer Goldmantel mit Ärmeln und dem Krönungsschwertgürtel. Diese stammten von der Krönung Georgs V. vom 22. Juni 1911 und wurden auch 1937 sowie 1953 benutzt.

### Präsentation und Anlegung der Insignien
Ab hier begann die Übergabe der königlichen Insignien. 2023 wurden hierbei die Überbringer bewusst ausgewählt, die zwischen dem Dekan von Westminster und dem Erzbischof von Canterbury eingefügt wurden. Die nicht explizit christlichen Insignien (Armreifen, Umhang, Ring, Handschuh) wurden dabei von Peers überreicht, die verschiedene nicht-christliche Religionen in Großbritannien repräsentieren: Lord Kamall ist Muslim, Baroness Merron Jüdin, Lord Patel Hindu und Lord Singh of Wimbledon Sikh.

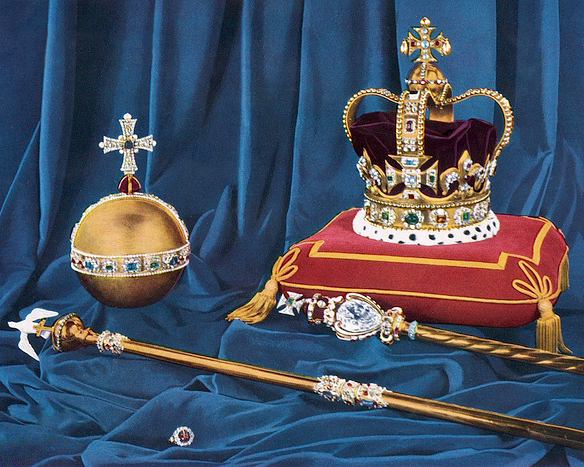
Ein Teil der Insignien: 2 Zepter, Reichsapfel, Ring und Edwardskrone

- Die Sporen wurden vom Lord Great Chamberlain überbracht und anschließend zum Altar zurückgebracht.
- Übergabe des Juwelen Staatsschwertes – Segnung durch den Erzbischof mit anschließender Übergabe des Schwerts in der Scheide durch den „Lord President of the Council“ Penny Mordaunt. Nachdem der König das Schwert für eine kurze Segnung am Gürtel befestigt hatte, erhob er sich und trug es zum Hochaltar. Hier wird es traditionell ausgelöst (100 Silber Shilling) und von da an offen getragen.
  - Währenddessen wurde der Psalm 71 als griechisch-orthodoxer Hymnus in Erinnerung an Prinz Philip, einen geborenen Prinzen von Griechenland, gesungen.[26]
- Die Armreifen (Armills) wurden von Lord Kamall überreicht, im Gegensatz zu 1953 nicht angelegt und anschließend zum Hochaltar zurückgebracht.
- Anlegung des Krönungsmantels (Robe and Stole Royal). Erstmalig wurde der Umhang vom Prince of Wales gebracht. Der begleitende Bischof von Durham legte dem König die Stola um, während anschließend Baroness Merron zusammen mit Prinz William den Umhang umlegten. Der Umhang ist ein kaiserlichen Krönungsmänteln nachempfundener und einem Pluviale ähnlicher Imperial Mantle. Er stammt aus dem Jahre 1821 und ist das älteste Gewand bei dieser Krönung. Es wurde bereits von Georg IV., Georg V., Georg VI. und Königin Elisabeth II. bei ihren Krönungen getragen.
- Der Reichsapfel (The Orb): Er wurde dem Erzbischof von Canterbury vom Erzbischof von Armagh gebracht, dem König überreicht und anschließend wieder zum Hochaltar zurückgebracht.
- Der Krönungsring: Dieser wurde von Lord Patel vom Altar zum König gebracht, diesem präsentiert, aber im Gegensatz zu 1953 nicht angelegt, sondern wieder zum Altar zurückgebracht.
- Der Krönungshandschuh wurde von Lord Singh of Wimbledon dem König überreicht. Dieser streifte ihn über seine rechte Hand. Auch dieser war, entgegen den bisherigen Gepflogenheiten, kein neuer, sondern der aus dem Jahre 1937.
- Das Zepter mit dem Kreuz und das Zepter mit der Taube wurden vom Erzbischof von Wales und dem Primas von Schottland dem Erzbischof von Canterbury überbracht. Dieser übergab das erste Zepter in die rechte, das zweite Zepter in die linke Hand des Königs.

### Die Krönung
Nun übergab der Dekan der Westminsterabtei die St.-Edwards-Krone am Hochaltar dem Erzbischof von Canterbury, der sie segnete, zum Krönungsstuhl schritt, sie Charles aufsetzte und damit die eigentliche Krönung vornahm. Danach erfolgt – auf ein Zeichen der Wappenherolde hin – seit 1689 das Ausrufen „God save the King“. Das traditionelle gleichzeitige Aufsetzen der Coronets der Peerage unterblieb, da diese auf Wunsch des Königs weitgehend nicht in Krönungsroben erschienen und keiner ein Coronet mit sich führte. Lediglich die Kings of Arms bedeckten gleichzeitig ihr Haupt mit der traditionellen Kopfbedeckung.
Für die nächsten zwei Minuten läuteten die Glocken Westminster Abbeys, zudem ertönte eine Fanfare (Wiener Philharmoniker Fanfare von Richard Strauss) und Salutschüsse wurden am Horse Guards Parade, am Tower of London, an allen Salutstationen im Vereinigten Königreich, in Gibraltar, Bermuda und auf allen Schiffen auf See abgefeuert.
Es folgte der Große Segen über den König erstmalig von den Glaubensvertretern verschiedener christlicher Konfessionen, nämlich durch den Erzbischof von York, Stephen Cottrell, den griechisch-orthodoxen Erzbischof von Thyateira und Großbritannien, Nikitas Loulias, die Moderatorin der Freikirchen (Free Church Federal Council oder Free Churches Group), Pastorin Helen Cameron, den Generalsekretär der Churches Together in Britain and Ireland, Bischof Mike Royal, den römisch-katholischen Erzbischof von Westminster, Vincent Kardinal Nichols, und den zelebrierenden Erzbischof von Canterbury, Justin Welby.
Es folgte eine Hymne von Thomas Weelkes.
Nun begab sich der König zu seinem Thron in der Mitte der Vierung der Kirche. Dort wird er traditionell von den Großen des Reiches auf seinen Thron gehoben und mit einem Gebet installiert. Dieser Thron und der der Königin, restauriert und neu bezogen, sind die seiner Großeltern König Georg VI. und Königin Elisabeth. Im Gegensatz zu 1937 und 1953 standen der Thron des Souveräns nicht mehr auf fünf und der Thron der Royal Consort auf drei Stufen, sondern lediglich der Thron des Königs war mit einem Podest minimal erhöht, der der Consort ebenerdig auf dem Boden. Die Throne werden zukünftig im Thronsaal des Buckingham Palastes aufgestellt werden.

### Huldigung
Es begann die Huldigung (Hommage), zunächst durch den Erzbischof von Canterbury stellvertretend für alle Geistlichen der Kirche von England.
Es folgte William, Prince of Wales, stellvertretend für alle Prinzen königlichen Blutes. Die Entscheidung, allein William den Lehnseid ablegen zu lassen, straffte die Zeremonie und vermied Probleme hinsichtlich der anderen königlichen Prinzen wie dem Duke of York und dem Duke of Sussex.
Die geänderte Zusammensetzung der Gesellschaft im Vereinigten Königreich und im Commonwealth abbildend, schritten nun nicht die einzelnen hohen Adeligen ihrem Rang nach zur Ehrung, sondern der Erzbischof von Canterbury forderte alle Anwesenden sowie alle Zuschauenden auf, von ihrem Platz aus in einem Chor aus Millionen Stimmen in seine Worte einzustimmen:
Der traditionelle dreimalige Jubel (God save King Charles. Long live King Charles. May The King live for ever.) folgte.

### Krönung der Königin

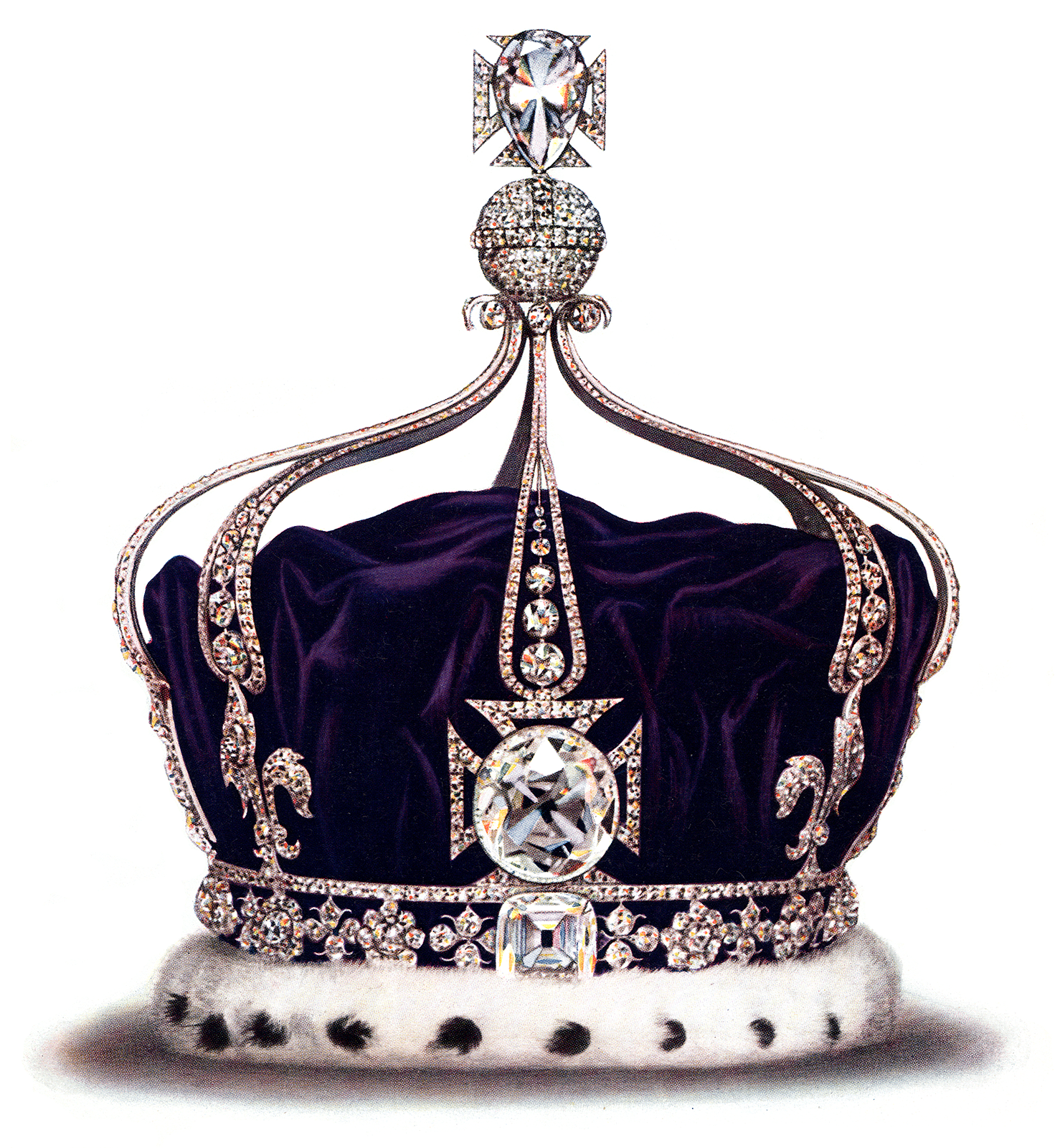
Krone der Königin Maria von Teck in ihrer ursprünglichen Form mit dem Koh-i-noor im Mittelkreuz des Kronreifs und acht Bügeln.

Königin Camilla wurde vor dem Hochaltar kniend gesalbt, ohne von einem Wandschirm oder Baldachin verdeckt zu werden. Der Krönungsring wurde durch den Resident Governor of the Tower of London and Keeper of the Jewel House überreicht und im Gegensatz zu 1937 nicht angelegt, sondern anschließend wieder zum Hochaltar zurückgebracht.
Daraufhin erfolgte die Krönung mit der Krone Queen Marias von Teck. Die Krone wurde für Königin Camilla überarbeitet. Der Koh-i-noor-Diamant im Mittelkreuz des Kronreifs war schon zur Krönung Königin Elisabeths in deren Krone eingesetzt und durch die Brosche mit dem herzförmigen Cullinan V ersetzt worden. Zudem wurden vier der ursprünglich acht Bügel entfernt. Die beiden Zepter der Königin wurden von der Bischöfin von Dover Rose Hudson-Wilkin und dem ehemaligen Bischof von London Richard Chartres überreicht, jedoch im Gegensatz zu 1937 danach zurück zum Altar gebracht und nicht mit zum Thron genommen.
Während die Königin zu ihrem Thron begleitet wurde, ertönte die neue Krönungshymne von Andrew Lloyd Webber.

### Abendmahl
Nun wurde der Gottesdienst mit dem Lied Christ is made the sure foundation fortgesetzt. Das Gabengebet ist dem ältesten, schon im „Liber Regalis“ vorkommenden Gebet entlehnt und identisch mit dem 1953 verwendeten Gebet. Auch das Eucharistische Gebet stammt aus den alten Riten. Das Sanctus komponierte Roxanna Panufnik für diese Krönung.
Es folgte die Liturgie des Abendmahls mit den Einsetzungsworten, dem Vaterunser, dem Agnus Dei (vertont durch Tarik O’Regan) und der Kommunion der Hauptzelebranten und des Königs und der Königin. Nach dem Schlussgebet folgte nun der Segen durch den Erzbischof von Canterbury, der den gesamten eucharistischen Gottesdienst leitete.
Mit dem „Amen“ von Orlando Gibbons, dem Gemeindelied Praise, my soul, the King of heaven von Henry Francis Lyte, dem Hymnus „The King shall rejoice“ von William Boyce und dem „Te Deum“ von William Walton endete der Gottesdienst.
Während des Te Deums schritten der König und die Königin in die Kapelle von Eduard dem Bekenner hinter dem Hochaltar, entledigten sich ihrer königlichen Krönungsgewänder und bekleideten sich mit ihren „Robes of Estate“. Die des Königs ist die seines Großvaters Georg VI. aus dem Jahre 1937, die von Königin Camilla ist neu angefertigt worden. Hier wechselte der König von der nur in diesem Krönungsgottesdienst getragenen St.-Edwards-Krone zur leichteren Imperial State Crown.
Mit dem Singen der Nationalhymne God Save the King begann der Auszug. Es folgte der Pomp & Circumstance Marsch Nr. 4 von Edward Elgar in einem Arrangement von Iain Farrington und Hubert Parrys „the Birds“ Marsch in einem Arrangement von John Rutter.
Als eine Neuerung 2023 stand zum Ende des Auszuges ein Grußwort anderer nicht christlicher Glaubensgemeinschaften (Juden, Hindu, Sikh, Moslems und Buddhisten) an den König:

### Staatsprozession von der Westminster Abbey zum Buckingham Palace

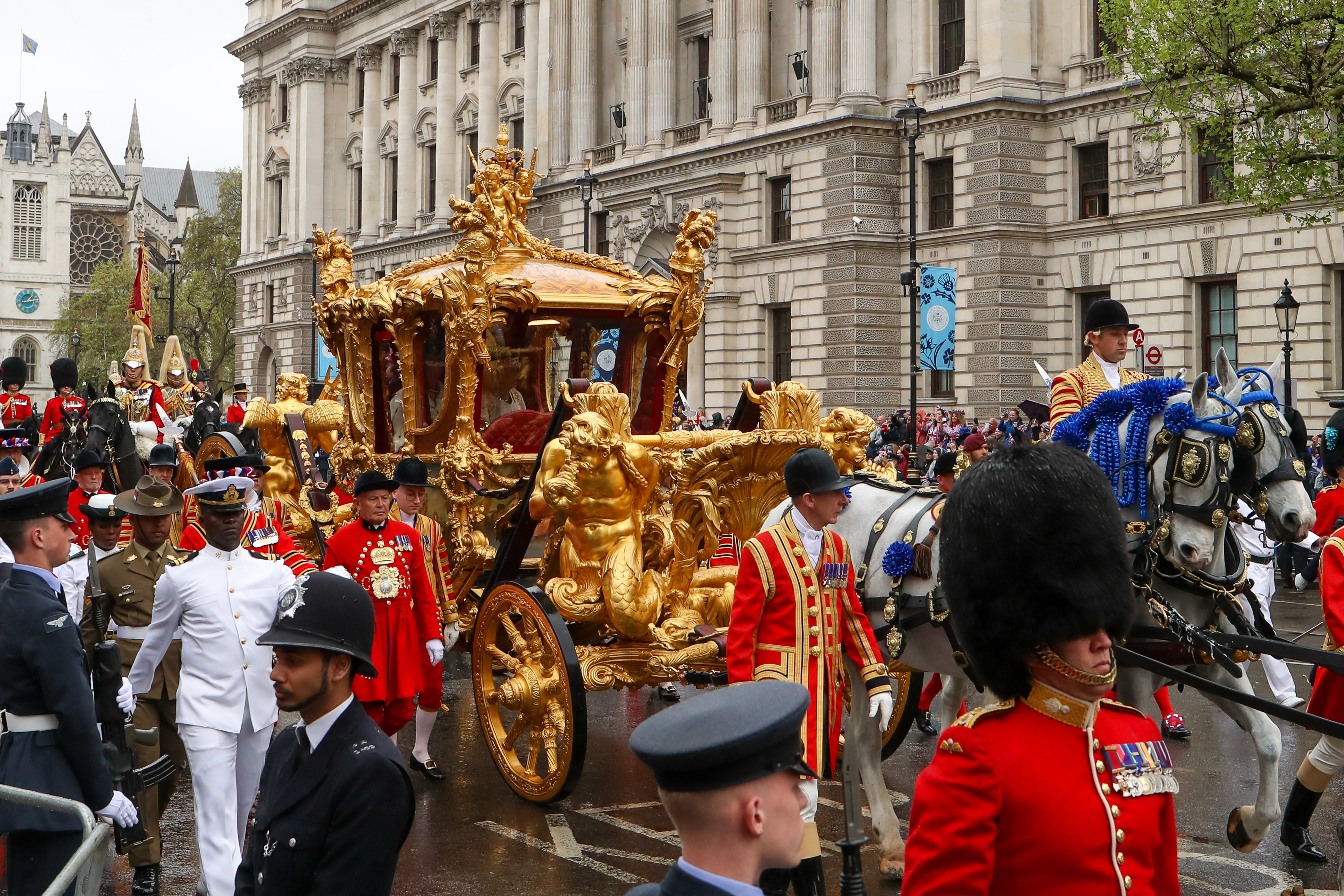
Charles III. und Queen Consort Camilla während der Coronation Procession in der Gold State Coach.

Das Königspaar kehrte in der traditionellen achtspännigen Gold State Coach auf dem gleichen Wege zurück. An dieser „The Coronation Procession“ genannten größeren zeremoniellen Prozession nahmen über 5000 Mitglieder der britischen Streitkräfte und 400 Mitglieder der Streitkräfte aus mindestens 35 anderen Commonwealth-Ländern teil. Dazu kamen noch Streitkräfte und Polizeidienste aus dem gesamten Commonwealth und den britischen Überseegebieten. Traditionelle Teilnehmer sind neben der Leibgarde des Souveräns die Yeomen of the Guard (Beefeater) und die Royal Watermen. Prinzessin Anne, in ihrer Eigenschaft als Colonel der Blues and Royals, und der Kommandeur der Garde-Kavallerie (Household Cavalry) fungierten als „Gold Stick-in-Waiting“ und „Silver Stick-in-Waiting“, zwei zeremonielle Leibwachen des Souveräns bei protokollarischen Anlässen. Ca. 1000 weitere Soldaten säumten die Route. Die Royal British Legion stellte am Parliament Square eine Ehrengarde von 100 Standartenträgern.

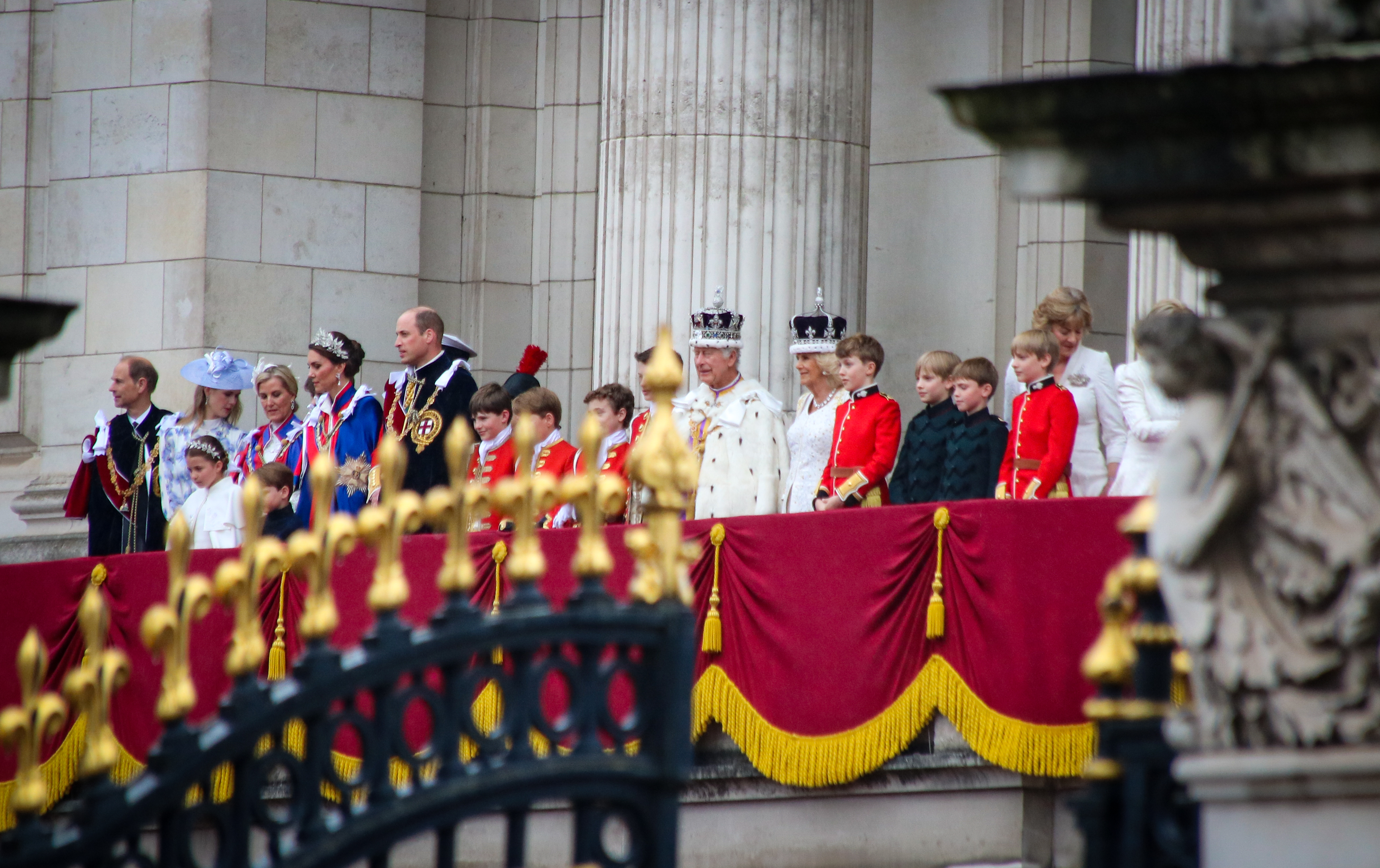
Die königliche Familie nach der Krönung auf dem Balkon des Buckingham Palace

Bei der Rückkehr zum Buckingham Palace wurden der König und die Königin mit einem königlichen Salut und drei Hochrufen der Streitkräfte begrüßt. Charles und Camilla begaben sich gegen 14.30 Uhr Ortszeit mit weiteren Mitgliedern der königlichen Familie auf den Balkon des Palastes, um einen sechsminütigen formierten Vorbeiflug von mehr als 60 Flugzeugen zu beobachten. Diese Flugshow musste jedoch aufgrund des schlechten Wetters auf einige Hubschrauber und die Red Arrows beschränkt werden.
Gegenüber dem Buckingham Palace wurde eine Tribüne für 3800 Veteranen der Streitkräfte, Mitarbeiter des NHS und der Sozialarbeit sowie Vertreter von gemeinnützigen Organisationen mit Verbindungen zum Königspaar errichtet. 354 Mitglieder der Cadet Forces konnten die Prozession am Admiralty Arch verfolgen.

## Musik
Der König überwachte persönlich das Musikprogramm und gab zwölf neue Kompositionen in Auftrag: sechs für Orchester, fünf für Gemischte Chöre und ein Orgelstück. Andrew Nethsingha, der Organist und Leiter des Knabenchors der Abtei wurde zum Musikdirektor für die Krönung ernannt.
Sechs der neu beauftragten Werke wurden vom Orchester vor dem Gottesdienst aufgeführt und umfassten:
- Brigher Visions Shine Afar von Judith Weir
- Sacred Fire von Sarah Class (gesungen von Pretty Yende)
- Be Thou my Vision – Triptychon für Orchester von Nigel Hess, Roderick Williams und Shirley J. Thompson
- Voices of the World von Iain Farrington
- King Charles III Coronation March von Patrick Doyle
- Tros y Garreg von Sir Karl Jenkins.

Traditionsgemäß sind auch Werke von William Byrd, Georg Friedrich Händel, Sir Edward Elgar, Sir Henry Walford Davies, Sir William Walton, Sir Hubert Parry und Ralph Vaughan Williams enthalten.
Zu Ehren der 64-jährigen Amtszeit des Königs als Fürst von Wales wurde ein liturgischer Teil der Zeremonie in walisischer Sprache gesungen: Paul Mealors Coronation Kyrie, gesungen von Sir Bryn Terfel. Debbie Wiseman schuf die zweiteilige Komposition Alleluia (O clap your hands) und Alleluia (O Sing Praises). Andrew Lloyd Webber komponierte eine neue Krönungshymne, Make a Joyful Noise, basierend auf dem Psalm 98.
Weitere neue Kompositionen waren Coronation Sanctus von Roxanna Panufnik und Agnus Dei von Tarik O’Regan. Griechisch-orthodoxe Musik wurde im Gedenken an Prinz Philip, Herzog von Edinburgh ebenfalls gespielt.
Die Chöre der Westminster Abbey und der Chapel Royal, des Methodist College Belfast und der Truro Kathedrale bildeten den vereinten Chor der Krönungsfeier.
Mit dem Ascension Choir trat erstmalig ein Gospelchor während eines Krönungsgottesdienstes auf. Er wurde anlässlich der Krönung aus Mitgliedern des Kingdom Choir gebildet und sang den zweiten Teil von Debbie Wisemans Komposition, Alleluia (O Sing Praises).
Die Orchestermusiker wurden aus Charles’ Patronagen ausgewählt, einschließlich des Philharmonia Orchestra, des Royal Philharmonic Orchestra, des BBC National Orchestra of Wales, des Regina Symphony Orchestra, English Chamber Orchestra, Scottish Chamber Orchestra, Royal Opera House Orchestra, und des Welsh National Opera Orchestra. Geleitet wurde das Krönungs-Orchester von Sir Antonio Pappano und Vasko Vassilev.
Sir John Eliot Gardiner dirigierte den Monteverdi Choir und die English Baroque Soloists im Vorprogramm. Die State Trumpeters of the Household Cavalry und die Fanfare Trumpeters of the Royal Air Force bliesen die Fanfaren.
Das offizielle Album der Krönung enthält die gesamte Musik und das gesprochene Wort der Veranstaltung, einschließlich Andrew Lloyd Webbers Krönungshymne mit dem Titel Make A Joyful Noise. Das komplette Album erschien noch am Tag der Krönung als digitaler Download und dauert mehr als vier Stunden. Ab dem 15. Mai wird dann das Album weltweit auf physischen Tonträgern veröffentlicht, die von Decca Records vertrieben wird. Eine spezielle Deluxe Collectors-CD und Vinyl wird später im Lauf des Jahres erscheinen.

## Proteste

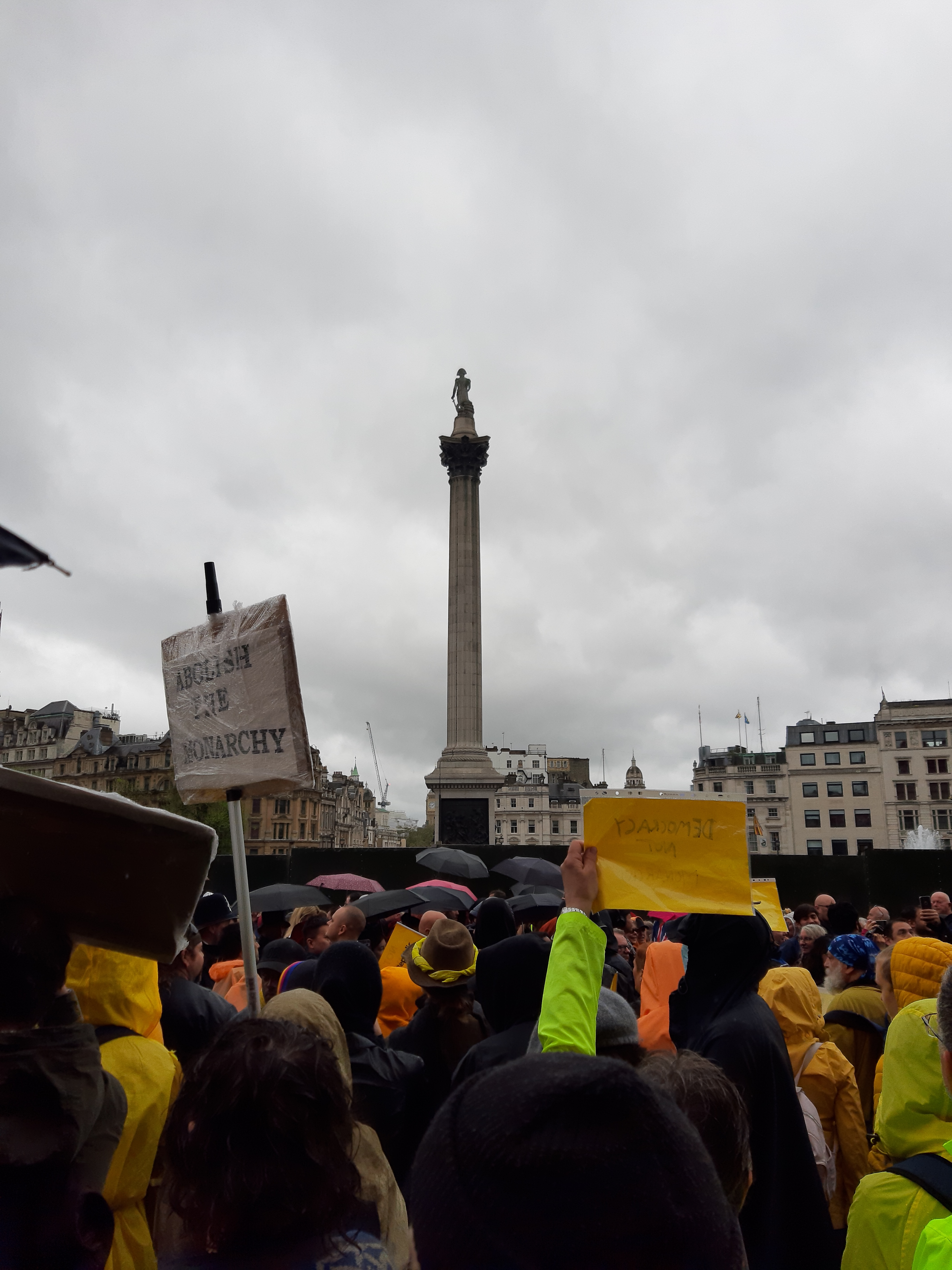
Weitgehend abgeschirmter Protest am Trafalgar Square

Im Zuge der Krönungszeremonie versammelten sich am Trafalgar Square und anderen Orten entlang der Prozessionsroute hunderte monarchiekritische und republikanische Demonstranten. Sie kritisierten zum Teil die Kosten des Königshauses und der Zeremonie sowie das Festhalten an der Monarchie im Allgemeinen. Im Zuge dessen wurden der Vorsitzende der Nichtregierungsorganisation Republic, Graham Smith, der ehemalige Grünen-Kandidat Patrick Thelwell sowie mehr als 50 weitere Demonstranten festgenommen, darunter weitere zentrale Organisatoren der Proteste. Gegen sie wird laut Polizeiangaben wegen Verdachts des Landfriedensbruchs sowie der Verschwörung zur Erregung öffentlichen Ärgernisses ermittelt. Beschlagnahmt wurde auch ein Van mit Plakaten mit der Aufschrift Not my King („Nicht mein König“). Organisationen und Menschenrechtsaktivisten wie Human Rights Watch und Peter Tatchell verurteilten den Umgang scharf und verwiesen auf das Recht auf friedlichen Protest. Smith wurde nach 16 Stunden Polizeigewahrsam freigelassen, weitere Festgenommene harrten am Tag nach der Krönung weiter aus.
Auch in anderen Städten gab es Proteste für ein Referendum über die Monarchie. In der walisischen Hauptstadt Cardiff versammelten sich mehrere hundert Personen. Demonstrationen für die schottische Unabhängigkeit vom Vereinigten Königreich in Glasgow und Edinburgh mit mehreren tausend Teilnehmern thematisierten die Krönung kritisch. Bereits wenige Tage vor der Krönung hatten Fans des Celtic FC bei einem Lokalderby gegen die royalistischen Glasgow Rangers mit Sprechchören ihre Ablehnung des Königshauses zum Ausdruck gebracht.
Im Nachgang an die Krönung entwickelte sich eine Diskussion um die rechtliche Grundlage der Festnahmen. Dem Krönungstag ging der am 2. Mai in Kraft getretene Public Order Act 2023 voraus, der bereits die Festsetzung von Personen erlaubt, die Verdacht erregen, das öffentliche Leben stören zu wollen.

## Teilnehmer
Etwa 2300 Menschen nahmen an der Krönung teil, davon etwa 100 Staatsoberhäupter. Nicht eingeladen waren die Staatspräsidenten oder faktischen Machthaber von Russland (Wladimir Putin), Belarus (Aljaksandr Lukaschenka), Iran (Ali Chamenei), Venezuela (Nicolás Maduro), Afghanistan (Hibatullah Achundsada), Syrien (Baschar Al-assad) und Myanmar (Min Aung Hlaing). Ebenfalls nicht anwesend war die Schwiegertochter von Charles bzw. die Frau von Charles´ Sohn Harry (Meghan, Duchess of Sussex) sowie die Staatspräsidenten der USA (Joe Biden) und der Ukraine (Wolodymyr Selenskyj), die durch ihre Ehefrauen (Jill Biden und Olena Selenska) vertreten wurden.

## Kosten
Die Kosten der Krönung waren im Vorfeld der Krönung Gegenstand öffentlicher Diskussionen. Demnach wurde erwogen, die Zeremonie aufgrund gestiegener Lebenshaltungskosten und der Energiekrise im Vereinigten Königreich weniger kostspielig als beabsichtigt ausfallen zu lassen. Statista bezifferte die Kosten der Krönungszeremonie auf 50 bis 100 Millionen britische Pfund (GBP), was auch inflationsbereinigt die um ein Vielfaches teuerste Zeremonie in der Geschichte britischer Monarchen gewesen wäre. Laut Monarchiekritiker Graham Smith hat die Krönung gar mindestens 280 Millionen GBP gekostet.